# Hans Karl Meyer
Hans Karl Gustav Meyer (* 1. Dezember 1898 in Stolzenhagen; † 23. Januar 1989 in Hamburg) war ein deutscher Marineoffizier, Konteradmiral der Kriegsmarine und zuletzt Flottillenadmiral der Bundesmarine.

## Leben
Meyer, Sohn eines Landwirts und Rittergutbesitzers, trat während des Ersten Weltkriegs am 2. Januar 1917 als Freiwilliger mit Anwartschaft auf die Seeoffizierslaufbahn in die Kaiserliche Marine ein. Nach seiner Grund- und Seeausbildung, unter anderem auf der Freya, wurde er im Juni 1917 auf den Schlachtkreuzer Seydlitz versetzt, wo er bis Kriegsende seinen Dienst versah. Seine Leistungen wurden dabei durch die Verleihung des Eisernen Kreuzes II. Klasse sowie des Marineverwundetenabzeichens in Schwarz gewürdigt.
Nach dem Krieg wurde Meyer zunächst zur Verfügung des Bildungswesens der Marine gestellt und von Mitte Dezember 1918 bis Anfang Februar 1919 beurlaubt. Er schloss sich zunächst bis Ende Mai 1919 dem Freikorps „von Brandis“ an und wurde anschließend ein weiteres Mal beurlaubt. Am 10. September 1919 kam er zur III. Marine-Brigade unter Korvettenkapitän Wilfried von Loewenfeld und nahm mit ihr an Kämpfen im Ruhrgebiet teil. Durch eine schwere Verwundung verlor er seinen linken Arm. Nach der Auflösung des Verbandes erfolgte zum 1. Juni 1920 seine Übernahme in die Reichsmarine.
Meyer gehörte wenige Monate dem Schiffsstammdetachement der Ostsee an, wurde am 30. Juli 1920 zum Leutnant zur See befördert und am 24. Oktober 1920 als Ordonnanzoffizier zum Stab der Marinestation der Ostsee versetzt. Daran schloss sich ab 30. Juni 1921 eine Verwendung als Wachoffizier bei der 2. Torpedobootshalbflottille in Swinemünde an. In dieser Funktion wurde Meyer am 1. April 1923 Oberleutnant zur See. Als solcher gehörte er vom 29. Dezember 1924 bis zum 5. Januar 1925 dem Schiffsstamm der Hessen an. Anschließend fungierte er als Adjutant und FT-Offizier auf dem Linienschiff. Während dieser Zeit nahm Meyer mehrfach an Ausbildungsreisen teil, die ihn u. a. nach Spanien, die Kanaren und Portugal führten. Am 1. Oktober 1928 folgte seine Versetzung zur 1. Torpedobootshalbflottille, wo er in der Folge als Kommandant der Torpedoboote G 10 und T 185 verwendet, sowie am 1. Januar 1930 zum Kapitänleutnant befördert wurde.
Als Referent war Meyer vom 29. September 1930 bis zum 29. September 1933 bei der Inspektion des Torpedo- und Minenwesens in Kiel und absolvierte anschließend an der Marineakademie seine Führergehilfenausbildung. Nach der erfolgreichen Ausbildung wurde Meyer zum Chef der 2. Torpedobootsflottille ernannt und am 1. Oktober 1935 zum Korvettenkapitän befördert. Er war ab 15. Juli 1937 für zwei Jahre als militärischer Lehrer an der Marineakademie tätig und wurde anschließend als 1. Admiralstabsoffizier in den Stab des Marinegruppenkommandos West versetzt. In dieser Funktion avancierte Meyer am 1. August 1939 zum Fregattenkapitän sowie am 1. Februar 1941 zum Kapitän zur See. Er stieg im Verlauf des Zweiten Weltkriegs am 6. Juni 1941 zum Chef des Stabes des Marinegruppenkommandos West auf. Am 13. Dezember 1942 übernahm er als Kommandant den Leichten Kreuzer Köln. Nach einem U-Boot-Angriff musste das Schiff für Reparaturen außer Dienst gestellt werden. Daraufhin gab Meyer sein Kommando ab und wurde am 25. Februar 1943 zum Kommandanten des Schlachtschiffes Tirpitz ernannt. Ab 1. Mai 1944 stand er kurzzeitig zur Verfügung des Marineoberkommandos der Ostsee bzw. der Seekriegsleitung, wurde am 1. Juni 1944 zum Konteradmiral befördert und am 29. Juni 1944 zum Chef der Operationsabteilung der Seekriegsleitung beim Oberkommando der Marine ernannt. Diese Stellung bekleidete Meyer über das Kriegsende hinaus bis zum 22. Juli 1945 und befand sich anschließend in Kriegsgefangenschaft, aus der er am 24. Februar 1946 entlassen wurde.
Anschließend war er unter anderem als Hotelkaufmann berufstätig.
Meyer war einer von sechs Admiralen der Kriegsmarine, die in die Bundesmarine übernommen wurden. Am 16. April 1957 trat er als Flottillenadmiral seinen Dienst im Bundesministerium der Verteidigung an und war dort zur Einweisung zur Abteilung Marine kommandiert. Daran schloss sich ab Mitte September 1957 eine einjährige Verwendung als Kommandeur der Marineakademie an. Nach deren Eingliederung in die Führungsakademie der Bundeswehr in Hamburg am 1. Oktober 1958 war Meyer dort Kommandeur der Abteilung Marine. Diesen Posten bekleidete er bis zu seiner Verabschiedung am 31. Dezember 1960.
Später wirkte Meyer vom 21. Oktober 1966 bis zum 31. März 1975 als stellvertretender Bundesbeauftragter für die Seeämter.
Meyer war verheiratet und hatte vier Kinder.

## Auszeichnungen
- Deutsches Kreuz in Gold (1942)
- Großes Verdienstkreuz des Verdienstordens der Bundesrepublik Deutschland (1961)